# Ipanema/General Osório
Ipanema/General Osório – stacja początkowa metra w Rio de Janeiro, w dzielnicy Ipanema, na linii 1. Zlokalizowana jest przed stacją Cantagalo. Została otwarta 21 grudnia 2009.